# العلاقات البرازيلية الجنوب إفريقية
العلاقات البرازيلية الجنوب أفريقية هي العلاقات الثنائية التي تجمع بين البرازيل وجنوب أفريقيا.

## مقارنة بين البلدين
هذه مقارنة عامة ومرجعية للدولتين:
| وجه المقارنة                                              | البرازيل | جنوب أفريقيا |
| --------------------------------------------------------- | --- | --- |
| المساحة (كم2)                                             | 8.52 مليون | 1.22 مليون |
| عدد السكان (نسمة)                                         | 202.66 مليون | 57.73 مليون |
| الكثافة السكانية (ن./كم²)                                 | 23.79 | 47.32 |
| العاصمة                                                   | برازيليا، ريو دي جانيرو | بريتوريا، بلومفونتين، كيب تاون |
| اللغة الرسمية                                             | برتغالية برازيلية، Brazilian Sign Language ‏ | لغة إنجليزية، اللغة الأفريقانية، اللغة النديبلي الجنوبية، اللغة السوثو الشمالية، اللغة السوتية، لغة سوازي، اللغة التسونجا، اللغة التسوانية، اللغة الفيندية، اللغة الكوسية، اللغة الزولوية |
| العملة                                                    | ريال برازيلي، كروزيرو ريال برازيلي ‏، كروزيرو البرازيلية (1990–1993)، البرازيلي كروزادو نوفو، كروزادو برازيلي، cruzeiro ‏، كروزيرو البرازيلية (1942–1967)، الريال البرازيلي (قديم) | راند جنوب أفريقي |
| الناتج المحلي الإجمالي (بليون دولار)                      | 2.06 تريليون | 349.42 مليار |
| الناتج المحلي الإجمالي (تعادل القوة الشرائية) بليون دولار | 3.22 تريليون | 725.91 مليار |
| الناتج المحلي الإجمالي الاسمي للفرد دولار أمريكي          | 8.54 ألف | 5.72 ألف |
| الناتج المحلي الإجمالي للفرد دولار أمريكي                 | 15.89 ألف | 13.05 ألف |
| مؤشر التنمية البشرية                                      | 0.754 | 0.666 |
| رمز المكالمات الدولي                                      | +55 | +27 |
| رمز الإنترنت                                              | .br | .za |
| المنطقة الزمنية                                           | | ت ع م+02:00، أفريقيا/جوهانسبرغ ‏ |

## مدن متوأمة
في ما يلي قائمة باتفاقيات التوأمة بين مدن برازيلية وجنوب أفريقية:
- ترتبط كوريتيبا مع ديربان باتفاقية توأمة.[15][16][15][16]
- ترتبط ريو دي جانيرو مع ديربان باتفاقية توأمة منذ 1969.

## منظمات دولية مشتركة
يشترك البلدان في عضوية مجموعة من المنظمات الدولية، منها:
| علم المنظمة | اسم المنظمة                        | تاريخ انضمام البرازيل | تاريخ انضمام جنوب أفريقيا |
| ----------- | ---------------------------------- | --------------------- | ------------------------- |
|             | الاتحاد البريدي العالمي            | ?                     | ?                         |
|             | يونسكو                             | 4 نوفمبر 1946         | 4 نوفمبر 1946             |
|             | البنك الدولي للإنشاء والتعمير      | 14 يناير 1946         | 27 ديسمبر 1945            |
|             | البنك الإفريقي للتنمية             | ?                     | ?                         |
|             | نظام تحكم تكنولوجيا القذائف        | 1995                  | 1995                      |
|             | منظمة الشرطة الجنائية الدولية      | ?                     | ?                         |
|             | الأمم المتحدة                      | 24 أكتوبر 1945        | 7 نوفمبر 1945             |
|             | مؤسسة التنمية الدولية              | 15 مارس 1963          | 12 أكتوبر 1960            |
|             | مجموعة العشرين                     | ?                     | ?                         |
|             | منظمة التجارة العالمية             | ?                     | 1995                      |
|             | وكالة ضمان الاستثمار متعدد الأطراف | 7 يناير 1993          | 10 مارس 1994              |
|             | الاتحاد الدولي للاتصالات           | 4 يوليو 1877          | 1910                      |
|             | مؤسسة التمويل الدولية              | 31 ديسمبر 1956        | 3 أبريل 1957              |
|             | مجموعة الموردين النوويين           | ?                     | ?                         |
|             | بريكس                              | ?                     | 24 ديسمبر 2010            |
|             | الفريق المعني برصد الأرض           | ?                     | ?                         |
|             | منظمة حظر الأسلحة الكيميائية       | ?                     | ?                         |

## وصلات خارجية
- موقع وزارة الخارجية البرازيلية
- موقع وزارة الخارجية الجنوب أفريقية